# 乘法

3×4 = 12

乘法（英语、法语：multiplication）是四则运算之一。乘法运算的本质，就是“同类累加的简写形式”。
例如：
{\displaystyle a\times b=\underbrace {b+\cdots +b} _{a{\text{ 个  b}}}.}
{\displaystyle a} 和 {\displaystyle b} 都是本式的因数（或称约数），其運算結果稱為積。
須注意的是，華人地區有將四則運算的被運算數和運算數統一位置，唸作「a 乘以 b」（“a times b”）或「b 乘 a」（“a multiplied by b”）。前者 {\displaystyle a} 是乘数，{\displaystyle b} 是被乘数，后者则相反。而乘数和被乘数的交替并不会影响乘法的结果。
乘法运算亦有其它形象理解：对于整数乘法，可表现为将对象排列成矩形陣列；对于实数乘法，则可解释为计算矩形面积。同样地，运算结果不受边长测量顺序的影响。
在乘法基本概念的基础上，序列乘积、向量乘法、复数及矩阵运算等均对其进行了概念扩展。这些更高级的数学结构会以各自方式影响乘法的基本性质——例如矩阵乘法和某些向量乘法会呈现非交换性，复数乘法则会改变复数的符号。

## 引言
首先，进入正题前，我们不妨来看两个生活中的例子：
- 买5个单价为3圆的冰激凌：由{\displaystyle 5\times 3=15}可得，需要支付15圆。
- 要搭一个3层高、每层4块积木的小塔：由{\displaystyle 3\times 4=12}可得，需要12块积木。

其次，数学和物理存在许多“累加关系”：
- 已知匀速直线运动状态下，某物体行进速度为 {\displaystyle v} ，所用时间为 {\displaystyle t} ，可得累计距离 {\displaystyle d=v\times t} ；
- 已知一个物体的密度为 {\displaystyle \rho } （假设密度均匀），体积为 {\displaystyle V} ，可得其质量 {\displaystyle m=\rho \times V} ；

......
可见，在数学，尤其是在基本算术中，乘法是加法的“快捷版”。

## 定义

### 基本定义
乘法运算，指通过特定法则将两个或多个数结合生成积的运算过程。其核心内涵包括：
1. 同类累加的简写形式：表示将相同值的数进行连续叠加的运算（如 {\displaystyle 3\times 4=4+4+4=12} ）
2. 比例关系的量化表达：当乘数非整数时，可表示为原数的分数（小数）倍（如 {\displaystyle 3\times 0.5} 表示 {\displaystyle 3} 的一半，{\displaystyle 4\times {\dfrac {1}{3}}} 表示 {\displaystyle 4} 的三分之一）
3. 維度扩展的数学工具：在几何学中，用于计算面积（长 {\displaystyle \times } 宽）、体积（长 {\displaystyle \times } 宽 {\displaystyle \times } 高）等空间度量

## 符号与表示
乘法可以用幾種方法表示。以下的式子表示“五乘以二”：
- {\displaystyle 5\times 2}
- {\displaystyle 5\cdot 2}
- {\displaystyle 5*2}
- {\displaystyle (5)(2)}

古代常用的方法是將兩個數並排，沒有甚麼特別的符號來表示乘法。
以「{\displaystyle \times }」表示乘法，是由奥特雷德于1618年最先引入，也是現在最流行的寫法。在计算机领域，也有為方便鍵盤輸入而以小寫英文字母「x」替代「×」。
以「{\displaystyle \cdot }」表示乘法，如今已成为美国、德國、法國等國家的标准。其最早由托马斯·哈里奥特于1631年出版的著作使用，但令這种用法影响深远的人是萊布尼茲。
因為星號「{\displaystyle *}」是鍵盤必備的符號，電腦常用其表示乘號，这种用法起源于FORTRAN语言。
代数中，为方便书写，乘號常被略去（如 {\displaystyle 5x} 和 {\displaystyle xy} ）。但如果變數多於一個字母，则易令人混淆。同时如果只有數字，乘号则不应略去，如 {\displaystyle 5\times 2} 不會表示成 {\displaystyle 52} 。
累乘则用大写希臘字母 {\displaystyle \Pi }（Pi）表示：
{\displaystyle \prod _{i=m}^{n}x_{i}:=x_{m}\cdot x_{m+1}\cdot x_{m+2}\cdot \ldots \cdot x_{n-1}\cdot x_{n}}

## 性质
乘法运算的数学性质在不同定义和數系下具有多样性，以下是主要分类及详细说明。

### 基本运算律
1. 交換律：{\displaystyle xy=yx}
2. 結合律：{\displaystyle (xy)z=x(yz)}
3. 分配律：{\displaystyle x(y+z)=xy+xz}

### 单位元、零元与逆元性质
1. 乘法單位律：任何数乘以 {\displaystyle 1} ，都會等於該數本身，即{\displaystyle 1x=x}。此律可扩展至多項式中的常数项。
2. 零元性质：任何數乘以 {\displaystyle 0} ，即是甚麼也沒做過，結果为零，即{\displaystyle 0x=0}。同样地，多个因數中若含 {\displaystyle 0} ，积必为 {\displaystyle 0} 。
3. 逆元性质：非零数 {\displaystyle a} 的逆元（亦为其倒数）为 {\displaystyle {\dfrac {1}{a}}} ，满足 {\displaystyle a\times {\dfrac {1}{a}}=1} 。

### 特殊数系下的性质

#### 实数与复数除法
1. 满足交换律、结合律、分配律。
2. 复数乘法涉及模长和辐角的变化。

#### 矩阵乘法
1. 满足结合律和分配律，但不满足交换律，特殊矩阵（如對角矩陣）除外。
2. 对零矩陣：所有元素为 {\displaystyle 0} 的矩阵，与任意矩阵相乘结果为零矩阵。

#### 模运算
在模 {\displaystyle n} 下，乘法逆元存在当且仅当数与 {\displaystyle n} 互質（如模质数时所有非零数均有逆元）。

## 不同的乘法运算
两个数的乘法运算或积（这两个数可以是自然数、整数、分数、实数、复数、四元数等）的数学定义，相似而又各有特性。

### 自然数乘法
兩個自然數 {\displaystyle m,n\in \mathbb {N} } ，其乘積为：
{\displaystyle mn=nm=\sum _{k=1}^{n}m=\sum _{k=1}^{m}n}
這是将该整数自身重复相加若干次的簡写法。换言之：
{\displaystyle mn=nm=\underbrace {m+m+m+\cdots +m} _{n{\text{个 m}}}=\underbrace {n+n+n+\cdots +n} _{m{\text{个 n}}}}
长远来看，将乘法视为重复加法并不高效。因此，数学家归纳了从 {\displaystyle 1} 到 {\displaystyle 9} 的乘法结果，即九九乘法表。
多个自然数相乘时，我们使用括号标明运算顺序。为避免过多括号，规定以下优先级规则：乘法始终优先于加法。例如在表达式 {\displaystyle 4+5\times 2} 中，应理解为 {\displaystyle 4+(5\times 2)=4+10=14}  ，而非 {\displaystyle (4+5)\times 2=9\times 2=18} 。
當{\displaystyle x}是量，{\displaystyle y}是自然數时，定義乘法递归如下：
{\displaystyle 0x=0}
{\displaystyle xy=x+x(y-1)}

### 整数乘法

图中，笛卡儿坐标系的蓝色区域表示乘积为正，红色区域表示乘积为负。

在数轴上表示整数乘法时，可借助向量的方向与长度直观理解

整数乘法推广自然数乘法至负数，符号规则为：同号得正，异号得负，绝对值相乘。

### 分数（小数）乘法
两个分數 {\displaystyle {\frac {z}{n}},{\frac {z'}{n'}}} 作乘法运算时，分子与分子相乘，分母与分母相乘：
{\displaystyle {\frac {z}{n}}\cdot {\frac {z'}{n'}}={\frac {z\cdot z'}{n\cdot n'}}}
当且仅当 {\displaystyle n,n'\neq 0} 时成立。
两个小数作乘法运算时，可利用乘法交换律的特性进行计算。
例如，计算 {\displaystyle 43.1} 乘以 {\displaystyle 1.215} 时：
{\displaystyle {\begin{aligned}43.1\times 1.215&=\left(431\times {\frac {1}{10}}\right)\times \left(1\;215\times {\frac {1}{1\;000}}\right)\\&=(431\times 1\;215)\times \left({\frac {1}{10}}\times {\frac {1}{1\;000}}\right)\\&=(431\times 1\;215)\times {\frac {1}{10\;000}}\\&={\frac {523\;665}{10\;000}}\\&=52.3665\end{aligned}}}
可见，两个小数作乘法运算时，先忽略小數點，计算两数小数点后数字的位数之和，将两数视为整数相乘，最后在结果中从右往左数出与总位数相同的位数，并放置小数点。
又如，计算 {\displaystyle 3.15} 乘以 {\displaystyle 1.2} 时：
1. 先计算整数部分相乘：{\displaystyle 315\times 12=3780}
2. 再将小数点向左移动 {\displaystyle 3} 位：{\displaystyle 3780\Rightarrow 3.780}（末尾的 {\displaystyle 0} 可省略，写作 {\displaystyle 3.78}）

### 实数乘法
实数乘法是前文乘法的推广，性质也相同。其核心在于：每个实数都是某有理数集的上确界。特别地，每个正实数是其无限小数展开式截断序列的上确界，例如 {\displaystyle \pi } 是集合 {\displaystyle \{3,\;3.1,\;3.14,\;3.141,\ldots \}} 的上确界。
实数的一个基本性质是：有理逼近与算术运算（特别是乘法）相容。这意味着，若正实数 {\displaystyle a} 和 {\displaystyle b} 分别表示为集合 {\displaystyle A} 和 {\displaystyle B} 的上确界（即 {\displaystyle a=\sup _{x\in A}x} ， {\displaystyle b=\sup _{y\in B}y} ），则两数乘积 {\displaystyle a\cdot b} 等于所有 {\displaystyle x\in A} 与 {\displaystyle y\in B} 的乘积项的上确界（即 {\displaystyle a\cdot b=\sup _{x\in A,y\in B}x\cdot y} ）。具体而言，两个正实数的乘积等于其十进制展开式逐项积序列的上确界。
对于涉及负实数的乘法运算，可通过符号法则简化处理：正负号的变化将上确界转化为下确界。很多人都通过柯西序列构造实数，因为这种方法无需考虑四种可能的符号组合情况，从而简化了运算规则的推导过程。

### 复数乘法
复数乘法可通过分配律和虚数单位性质 {\displaystyle i^{2}=-1} 进行运算。具体地，两个复数 {\displaystyle (a+b\,i)} 与 {\displaystyle (c+d\,i)} 作乘法运算时，展开过程为：
{\displaystyle {\begin{aligned}(a+b\,i)\cdot (c+d\,i)&=a\cdot c+a\cdot d\,i+b\,i\cdot c+b\cdot d\cdot i^{2}\\&=(a\cdot c-b\cdot d)+(a\cdot d+b\cdot c)\,i\end{aligned}}}
其中 {\displaystyle i^{2}} 替换为 {\displaystyle -1} 后，实部与虚部分别合并。
从几何视角理解，复数可表示为极坐标形式：
{\displaystyle a+b\,i=r\cdot (\cos(\varphi )+i\sin(\varphi ))=r\cdot e^{i\varphi }}
{\displaystyle c+d\,i=s\cdot (\cos(\psi )+i\sin(\psi ))=s\cdot e^{i\psi }}
此时，复数乘法可转化为模长与辐角的运算：
{\displaystyle (a\cdot c-b\cdot d)+(a\cdot d+b\cdot c)i=r\cdot s\cdot e^{i(\varphi +\psi )}.}

用极坐标系表示复数

其几何意义在于模长相乘（ {\displaystyle r\cdot s} ）、辐角相加（ {\displaystyle \varphi +\psi } ）。

### 基于集合论的乘法
非负整数的乘法可通过集合论中的基数概念或皮亚诺公理进行定义。基数理论通过集合的势（即集合元素的数量）定义乘法，例如，两个有限集合的笛卡儿积的势等于各自势的乘积。而皮亚诺公理体系则通过自然数的递归定义实现乘法运算：设非负整数表示为自然数，其乘法可归纳定义为：
- 基例：对任意非负整数 {\displaystyle a} ，有 {\displaystyle a\times 0=0} ；
- 递推规则：对任意非负整数 {\displaystyle a} 、{\displaystyle b} ，有 {\displaystyle a\times {(b+1)}=a\times b+a} 。

此定义通过数学归纳法可证明满足乘法结合律、交换律等基本性质。
对于任意整数的乘法，需在自然数乘法基础上引入符号规则。例如，负整数乘法定义为：若 {\displaystyle a} 、{\displaystyle b} 为自然数，则 {\displaystyle {(-a)}\times {(-b)}=a\times b} ，而 {\displaystyle {(-a)}\times b=-{(a\times b)}} 。这一扩展保持了乘法运算的代数结构一致性。
有理数乘法则通过分数形式定义：若 {\displaystyle {\dfrac {a}{b}}} 与 {\displaystyle {\dfrac {c}{d}}} 为最简分数（ {\displaystyle b} 、{\displaystyle d\neq 0} ），则其乘积为 {\displaystyle {\dfrac {ac}{bd}}} ，分母通过集合论中的笛卡尔积构造，分子通过自然数乘法定义。此过程需验证运算的封闭性与唯一性，例如通过交叉相乘消去公约数，确保结果仍为最简分数。
实数乘法的定义依赖于有理数乘法的完备性。通过戴德金分割或柯西序列构造实数时，乘法运算被定义为极限运算：若 {\displaystyle \{a_{n}\}} 和 {\displaystyle \{b_{n}\}} 为收敛的有理数序列，则实数乘积定义为 {\displaystyle \lim(a_{n}\times b_{n})} 。此定义需满足乘法与极限运算的交换性，并通过 {\displaystyle \epsilon -\delta } 语言严格证明其合理性。

### 基于群论的乘法
在群论中，若一个集合在乘法运算下满足封闭性、结合律、存在单位元且每个元素均有逆元素，则称其构成群结构。这些公理构成了群的定义基础。
以非零有理数集为例，其乘法运算满足群的所有条件：单位元为1（不同于加法群的单位元0），每个非零有理数均存在乘法逆元，且乘法运算封闭（因为两个非零有理数相乘仍为非零有理数）。但需注意的是，零必须被排除，因其乘法逆元不存在。此例中的群为阿贝尔群，但群论中并非所有乘法群均为阿贝尔群。
考虑可逆方阵群：给定域上同维数的可逆矩阵集合，其乘法运算满足封闭性（矩阵相乘仍为同维可逆矩阵）、结合律、单位矩阵作为单位元，且每个矩阵均有逆矩阵。然而，矩阵乘法不满足交换律（如 {\displaystyle {AB}\neq {BA}} ），因此该群为非阿贝尔群。
即使排除零元素，整数集在乘法下也不构成群。原因在于除 {\displaystyle 1} 和 {\displaystyle -1} 外，其他整数均无乘法逆元。这一特性凸显了乘法群对逆元存在与否的严格要求。
群的乘号通常表示为点乘（{\displaystyle \cdot }）或直接省略不写。在描述群时，点乘符号常用于明确运算，例如非零有理数乘法群可记为（ {\displaystyle \mathbb {Q} \{0\},\cdot } ）。这种符号体系与加法群（如（ {\displaystyle \mathbb {Z} ,+} ））形成对比，体现了运算类型的差异。

## 运算方法

### 历史上的算法
迄今为止发现的最早的乘法运算，是可追溯至旧石器时代初期的伊尚戈骨上的刻痕。划痕可能是计数符号，也可能只是为了方便抓握，或有其他非数学的目的。
古埃及人采用连续加倍法进行整数和分數的乘法运算，这一方法在《莱因德数学纸草书》中有详细记载。例如，计算 {\displaystyle 13\times 21} 时，通过将{\displaystyle 21}依次加倍三次得到{\displaystyle 42}、{\displaystyle 84}、{\displaystyle 168}，再根据加倍序列中的对应项，得出 {\displaystyle {(1+4+8)}\times 21=273}  。
巴比伦人使用六十進制系统，其乘法运算与现代十进制类似，但因 {\displaystyle 60\times 60=3600} 种组合过多，他们通过制作包含前{\displaystyle 20}个基数倍數的乘法表（如 {\displaystyle n,2n,\ldots ,20n} 及 {\displaystyle 30n,40n,50n} ）来简化计算，如 {\displaystyle 53n} 可通过 {\displaystyle 50n+3n} 的组合快速得出。
古希腊人以幾何圖形（如矩形）表示乘法，体现“乘积即面积”的思想。欧几里得更是在《几何原本》中用几何方法证明乘法分配律。

孙子筹算乘法

中国古代拥有史上最早、最详细的十进制位值制乘法规则，其首见于南北朝时期的孙子算经。孙子乘法的核心，是通过纵横排列的算筹模拟位值运算，如计算 {\displaystyle 49\times 36} 时，先以算筹摆出 {\displaystyle 49} 和 {\displaystyle 36} ，再按“九九表”逐位相乘并累加，终得 {\displaystyle 1764} 。这种算法在9世纪传至中东，13世纪又译成拉丁文而流行于欧洲。至于九九乘法表，则在战国时期已成熟应用，其采用“小九九”形式，从“九九八十一”到“一一如一”，比古埃及的累加法效率提升数十倍。
阿拉伯穆斯林于9世纪引入印度數字和位值制，结合阿拉伯语符号形成计算体系，推动乘法运算标准化。而数学家花拉子米在接纳中国的孙子乘法後，在《代数学》中将乘法与方程系统化结合，提出“还原与对消”法，将乘法纳入代数运算框架，影响欧洲数学发展。

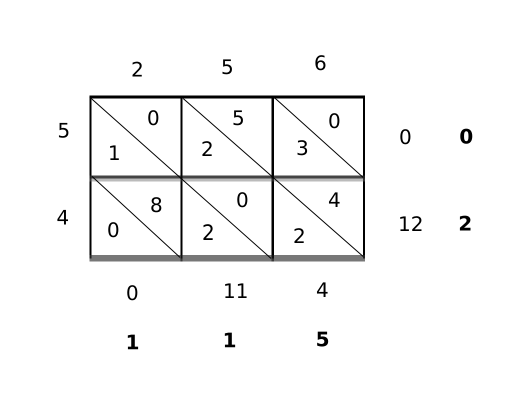
印度类似“铺地锦”的图形化乘法

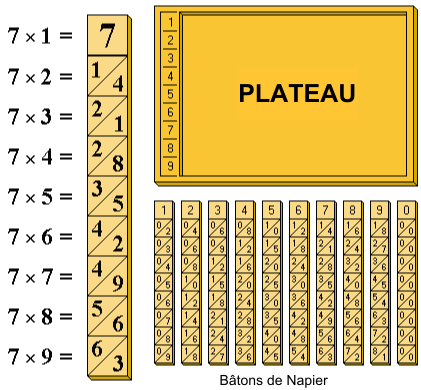
納皮爾的骨頭

印度古代的乘法运算亦有发展。7世纪，数学家婆羅摩笈多提出“交叉相乘法”，即 {\displaystyle (a+b)(c+d)=ac+ad+bc+bd} ，简化多位数乘法步骤。例如计算 {\displaystyle {123}\times {456}} 时，通过分项相乘再求和，减少重复计算。12世纪，印度文献中出现类似中国古代“铺地锦”的图形化乘法，通过网格线段交叉点计数得出结果，后经阿拉伯传入欧洲。“納皮爾的骨頭”便是借鉴“铺地锦”的灵感产生的。

### 现代算法
现代基于印度-阿拉伯数字系统的乘法，最早同样由婆罗摩笈多系统阐述。他在7世纪著作《婆罗摩修正体系》中完整定义了加、减、乘、除四则运算的规则，其乘法体系包含多种算法，现代竖式乘法即源于此。此算法通过花拉子米的著作《印度数字算术》于9世纪初传入阿拉伯世界，其《代数学》系统整合了印度数字与运算规则。13世纪，意大利数学家斐波那契在《计算之书》中推广此法，最终使印度-阿拉伯数字系统取代罗马数字成为欧洲主流。
由于历史影响，華人小學生现在仍背誦九九乘法表來學習乘法。
关于電腦的特別算法，以及其它现代运算法，详見乘法算法。

### 其它算法

#### 用手指算乘法
除了加法，在有限范围内，乘法也可以用手指完成。为此，两个因數需处于同一十位半区，也就是说，两者要么均以 {\displaystyle 1} 至 {\displaystyle 5} 结尾，要么均以 {\displaystyle 6} 至 {\displaystyle 0} 结尾。
对于因数以 {\displaystyle 1} 至 {\displaystyle 5} 结尾的情况：
1. 首先为手指编号：从小指开始，依次标记为 {\displaystyle 10\cdot {(d-1)}+1} 至拇指为 {\displaystyle 10\cdot {(d-1)}+5} （其中 {\displaystyle d} 表示对应数的十位，如第二位为 {\displaystyle 1} 时，对应 {\displaystyle 11} 至 {\displaystyle 15} ）；
2. 对齐两个因数的手指後，数出下方手指总数（包括对齐的手指），将其乘以 {\displaystyle d\cdot 10} ；
3. 计算左右手下方手指（不包含对齐的手指）的乘积；
4. 最后，加上常数项 {\displaystyle {d^{2}}\cdot 100} ，结果即为所求。

对于因数以 {\displaystyle 6} 至 {\displaystyle 0} 结尾的情况：
1. 类似地，从小指开始，依次标记为 {\displaystyle 10\cdot {(d-1)}+6} 至拇指为 {\displaystyle 10\cdot d} （其中 {\displaystyle d} 表示对应数的十位，如第二位为 {\displaystyle 1} 时，对应 {\displaystyle 16} 至 {\displaystyle 20} ）；
2. 对齐两个因数的手指后，数出下方手指总数（包括对齐的手指），将其乘以 {\displaystyle d\cdot 10} （同上）；
3. 计算左右手上方手指（不包含对齐的手指）的乘积（同上）；
4. 最后，加上常数项 {\displaystyle d\cdot {(d-1)}\cdot 100} ，结果即为所求。

以 {\displaystyle 7\times 8} 为例：
{\displaystyle 7} 和 {\displaystyle 8} 均以 {\displaystyle 6} 至 {\displaystyle 0} 结尾，而 {\displaystyle d=1} 。对齐手指后，下方手指有 {\displaystyle 5} 根，乘以 {\displaystyle 1\times 10=10} 得 {\displaystyle 50} ；上方手指分别为 {\displaystyle 3} 根和 {\displaystyle 2} 根，积为 {\displaystyle 3\times 2=6} ；加法常数项 {\displaystyle {(1-1)}\cdot 1\cdot 100=0}，总和为 {\displaystyle 50+6+0=56} 。
再如 {\displaystyle 24\times 22} ：
{\displaystyle 24} 和 {\displaystyle 22} 均以 {\displaystyle 1} 至 {\displaystyle 5} 结尾，而 {\displaystyle d=2} 。对齐手指后，下方手指有 {\displaystyle 6} 根，乘以 {\displaystyle 2\times 10=20} 得到 {\displaystyle 120} ；下方手指分别为 {\displaystyle 4} 根和 {\displaystyle 2} 根，积为 {\displaystyle 4\times 2=8} ；加法常数项 {\displaystyle {2^{2}}\cdot 100=400} ，总和为 {\displaystyle 120+8+400=528} 。
此方法尤其适用于快速心算平方数。对于不同十位或十位半区的因数，可通过分解为和的形式（如 {\displaystyle {(a+x)}\cdot {(a+y)}} ）应用该技巧。其数学原理基于多项式展开：
{\displaystyle (a+x)\cdot (a+y)=a^{2}+(x+y)\cdot a+x\cdot y}

#### 尺规作图法

##### 从相交弦定理出发的尺规法

图1
利用相交弦定理算乘法

如图1所示，过点 {\displaystyle O} 作一直线，分别在 {\displaystyle O} 点两侧截取长度为 {\displaystyle a} 和 {\displaystyle b} 的线段，得点 {\displaystyle A} 和 {\displaystyle B} 。再从 {\displaystyle O} 出发，沿另一方向作射线，截取单位长度 {\displaystyle 1} ，得点 {\displaystyle E} 。过 {\displaystyle A} 、{\displaystyle B} 、{\displaystyle E} 三点作外接圓，该圆与第二条射线的交点 {\displaystyle C} 满足相交弦定理：
{\displaystyle a\cdot b={\overline {OA}}\cdot {\overline {OB}}=\underbrace {\overline {OE}} _{=1}\cdot \,{\overline {OC}}}
{\displaystyle {\overline {OE}}=1\Longrightarrow {\overline {OC}}=a\cdot b}
此法通过构造三角形外接圆，将乘法转化为几何长度的投影关系。

##### 从割线定理出发的尺规法

图2
利用割线定理算乘法

如图2所示，设圆外一点 {\displaystyle O} ，沿同一方向截取长度为 {\displaystyle a} 和 {\displaystyle b} 的线段，得点 {\displaystyle A} 和 {\displaystyle B} 。过 {\displaystyle O} 作与 {\displaystyle BO} 成任意角 {\displaystyle \alpha } 的射线，在该射线上截取单位长度 {\displaystyle 1} ，得点 {\displaystyle C} 。作 {\displaystyle AB} 和 {\displaystyle AC} 的垂直平分線以确定圆心，过 {\displaystyle A} 、 {\displaystyle B} 、 {\displaystyle C} 三点作外接圆，该圆与射线交于点 {\displaystyle D} 。根据割线定理：
{\displaystyle a\cdot b={\overline {OA}}\cdot {\overline {OB}}={\overline {OC}}\cdot \,{\overline {OD}}}
通过调整射线角度 {\displaystyle \alpha } ，可利用相似三角形关系将乘积转化为圆外一点到交点的距离。

##### 从相似三角形出发的尺规法

图3
利用相似三角形算乘法

如图3所示，在射线 {\displaystyle A} 上截取单位长度 {\displaystyle 1} 和长度 {\displaystyle b} ，得点 {\displaystyle E} 和 {\displaystyle B} ，从 {\displaystyle E} 出发，沿另一方向截取长度 {\displaystyle a} ，得点 {\displaystyle C} 。过 {\displaystyle C} 作与 {\displaystyle AB} 平行的直线，与过 {\displaystyle A} 的射线交于点 {\displaystyle D} 。由相似三角形关系可得：
{\displaystyle {\dfrac {\overline {AB}}{\overline {AC}}}={\dfrac {\overline {BD}}{\overline {BC}}}\Longrightarrow {\overline {BD}}=a\cdot b}
此法通过构造平行线与相似三角形，将乘法运算转化为几何比例问题。